# Sajad
Sajad (en arabe : سجد) était un village palestinien du sous-district de Ramle. Il était situé à seize kilomètres au sud de Ramla. Il a été vidé de ses habitants lors de la guerre israélo-arabe de 1948.

## Histoire
En 1838, Sejad est considéré comme « un lieu en ruine ou déserté ».
Le village de Sajad se trouvait sur le site d'une gare ferroviaire construite en Palestine par les Français pendant la période ottomane. En août 1892, le chemin de fer Jaffa – Jérusalem est mis en service. Le train comporte un arrêt à Sajad,. La gare est désaffectée après la construction d'une nouvelle ligne de chemin de fer et d'une gare près de Wadi Sarar en 1915.
Les terres cultivées par les villageois appartenaient à cette époque au sultan ottoman Abd al Hamid, mais le gouvernement ottoman les lui avait retirées en 1908. Après cela, les terres du village sont considérées comme un tchiflik appartenant au gouvernement mais louées à long terme aux villageois.

### Période du mandat britannique
D'après le recensement de Palestine de 1922, mené par les autorités du Mandat britannique, Sajad comptait 221 habitants, tous musulmans. En 1931, un autre recensement en dénombre 300, tous musulmans, habitant un ensemble de 66 maisons.
Le village n'était pas doté d'une école, mais en 1945-1946, il commence à envoyer ses écoliers à l'école de Qazaza, un village situé au sud-est.
Des statistiques de 1945 indiquent que le village compte 370 habitants, tous musulmans. Le finage du village s'étend sur 2 795 dounams. Sur ce total, 1 687 dounams de terres sont consacrées à la céréaliculture tandis que 19 dounams sont occupés par le bâti.

### 1948 et suites
Un document émis par le quartier général Nahshon en date du 15 avril 1948 et rédigé à l'attention du 52e bataillon des forces de la Haganah indique l'intention des forces juives de planifier une attaque contre le village dans le cadre de l'Opération Nahshon. Selon Benny Morris, « le 3e bataillon a reçu l'ordre d'anéantir et de détruire le village de Sajad ». Selon Khalidi, le village a été pris après l'indépendance d'Israël, le 9-10 juillet 1948 dans le cadre de l'opération An-Far menée par la brigade Givati.
Selon Walid Khalidi, le site de l'ancien village de Sajad est inaccessible, car il est désormais inclus dans une zone militaire Israélienne.